# ミセスシンデレラ
『ミセスシンデレラ』は、フジテレビ「木曜劇場」にて1997年4月17日から1997年6月26日まで放送されたテレビドラマ。
デビュー以来、映画作品を中心に活動してきた薬師丸ひろ子が初めて連続ドラマの主演を務めた作品である。1997年10月17日に全4巻でVHSが発売されているが、DVDやBD化はされていない。

## あらすじ
平凡な専業主婦の香山みずほ（薬師丸ひろ子）は結婚6年目。夫・康之（杉本哲太）との間に子供が出来ず、姑（江波杏子）や小姑（高田万由子）に嫌味を言われながらも、イタリア語教室に通うことを唯一の楽しみにしていた。そんなある日、逃げてしまった文鳥のチロと公園のベンチで戯れる青年・堀井光（内野聖陽）と出会う。彼は世界的な音楽家だった。最初は本音を言い合える友達として付き合っていた2人は次第に惹かれあっていく…。

## キャスト
- 香山みずほ：薬師丸ひろ子
- 堀井光：内野聖陽
- 香山泰之：杉本哲太
- 西村千恵：髙田万由子
- 雨宮志織：大石恵
- 吉井由佳：黒谷友香
- 畑直美：杉山彩子
- 田辺外交官：内山森彦
- 古沢健次郎：井川比佐志
- 香山亮子：江波杏子

## スタッフ
- 脚本:浅野妙子・尾崎将也
- 音楽:S.E.N.S.（BMG JAPAN）
- 主題歌:「DO NOT」藤井フミヤ（ポニーキャニオン）
- プロデュース:小岩井宏悦
- 演出:本間欧彦・田島大輔・木村達昭

## サブタイトル
| 各話                                                      | 放送日        | サブタイトル                       | 視聴率 | 備考     |
| --------------------------------------------------------- | ------------- | ---------------------------------- | ------ | -------- |
| 第1話                                                     | 1997年4月17日 | 姑と妻その王子                     | 15.6%  |          |
| 第2話                                                     | 1997年4月24日 | 人妻の孤独に贈る唄                 | 13.4%  |          |
| 第3話                                                     | 1997年5月1日  | 世界一みじめな舞踊会               | 11.7%  |          |
| 第4話                                                     | 1997年5月8日  | 泣いて夫に抱かれる夜               | 14.2%  |          |
| 第5話                                                     | 1997年5月15日 | 一夜だけの恋人                     | 15.1%  |          |
| 第6話                                                     | 1997年5月22日 | 秘められた愛の結晶                 | 15.1%  |          |
| 第7話                                                     | 1997年5月29日 | あなた、ご免なさい                 | 14.8%  |          |
| 第8話                                                     | 1997年6月5日  | 禁じられた恋の報い                 | 17.4%  |          |
| 第9話                                                     | 1997年6月12日 | 惜しみなく愛は奪う                 | 16.5%  |          |
| 第10話                                                    | 1997年6月19日 | 君に届け!愛の叫び                  | 17.1%  |          |
| 第11話                                                    | 1997年6月26日 | 絶対に解けない魔法をローマでかけて | 20.1%  | 30分拡大 |
| 平均視聴率15.7%（視聴率は関東地区・ビデオリサーチ社調べ） |               |                                    |        |          |

## サウンドトラック
- S.E.N.S. Flying〜「ミセスシンデレラ」オリジナル・サウンドトラック

## 受賞歴
- 第13回ザテレビジョンドラマアカデミー賞[1]
  - 主演女優賞（薬師丸ひろ子）
  - 助演男優賞（内野聖陽）
  - 主題歌賞（藤井フミヤ）

## 備考
- 小岩井宏悦プロデューサーは薬師丸をテレビに担ぎ出した張本人で、この業界に入ったきっかけは映画『Wの悲劇』だったと話している[2]。